# Robert Wade
Robert Wade (* 1962 Penarth) je anglický scenárista, který se k roku 2012 společně s Nealem Purvisem podílel na vzniku pěti filmových bondovek, z nichž první byla Jeden svět nestačí a poslední Skyfall. Dvojice, jež spolu tvoří také další projekty, byla britským deníkem The Times označena „za jedno z nejúspěšnějších scenáristických partnerství ve Velké Británii“.

## Osobní život
Narodil se roku 1962 v Penarthu, kde žil do jedenácti let věku. Matka byla umělkyní. Od dětství měl ambice stát se spisovatelem. Jako teenager začal natáčet domácí videa. S Purvisem se seznámil na studiích Kentské univerzity, kde na koleji obývali pokoj. Společně začali hrát v hudební kapele. Po absolutoriu se přestěhoval do britské metropole Londýna, v níž navázal spolupráci sPurvisem, který odešel z univerzity předčasně. Šest let psal scénáře pro videoklipy jako ghostwriter.
Producentka Barbara Broccoliová najala Purvise s Wadeem k napsání scénáře pro bondovku Jeden svět nestačí poté, co zhlédla film Plunkett & Macleane (1999) a jejich práci ocenila slovy „temné, vtipné, sexy a nápadité“.
Za scénář k bondovce Casino Royale byl s Purvisem nominován na Zlatý glóbus a Saturnovu cenu v kategorii nejlepší scénář.
Bydlí v hrabství Západní Sussex a má čtyři děti.

## Filmografie

### Scenárista s Nealem Purvisem
- Dej mu to (1991)
- Plunkett & Macleane[4] (1999)
- Jeden svět nestačí[4] (1999) (s Brucem Feirstein)
- Dnes neumírej[4] (2002)
- Johnny English[4] (2003) (s Williamem Daviesem a Peterem Howittem)
- Stoned (2005) (s Geoffreym Giulianem)
- Casino Royale (2006) (s Paulem Haggisem)[6]
- Quantum of Solace (2008) (s Haggiswm)
- Skyfall (2012) (s Johnem Loganem)[7]
- Spectre (2015)